# Tercer Gobierno de Rýkov
El Tercer Gobierno de Rýkov fue el gabinete de la Unión Soviética establecido el 26 de abril de 1927, con Alekséi Rýkov como jefe de Gobierno, desempeñándose como presidente del Consejo de Comisarios del Pueblo.
Finalizó el 29 de mayo de 1929, cuando el Comité Ejecutivo Central de la Unión Soviética aprobó a una nueva composición del Sovnarkom.

## Composición
| Comisario del Pueblo                    | Titular                      | Partido |
| --------------------------------------- | ---------------------------- | ------- |
| Presidente                              | Alekséi Rýkov                | PCU (b) |
| Administrador de Asuntos                | Nikolái Gorbunov             | PCU (b) |
| Vicepresidentes                         | Sergó Ordzhonikidze          | PCU (b) |
| Vicepresidentes                         | Jānis Rudzutaks              | PCU (b) |
| Vicepresidentes                         | Aleksandr Tsiurupa           | PCU (b) |
| Vicepresidentes                         | Vasili Schmidt               | PCU (b) |
| Asuntos Exteriores                      | Gueorgui Chicherin           | PCU (b) |
| Asuntos Militares y Navales             | Kliment Voroshílov           | PCU (b) |
| Comercio Exterior e Interior            | Anastás Mikoyán              | PCU (b) |
| Ferrocarriles                           | Jānis Rudzutaks              | PCU (b) |
| Correos y Telégrafos                    | Iván Smirnov (1927)          | PCU (b) |
| Correos y Telégrafos                    | Artemi Liubóvich (1927-1928) | PCU (b) |
| Correos y Telégrafos                    | Nikolái Antípov (1928-1929)  | PCU (b) |
| Consejo Supremo de Economía Nacional    | Valerián Kúibyshev           | PCU (b) |
| Trabajo                                 | Vasili Schmidt (1927-1928)   | PCU (b) |
| Trabajo                                 | Nikolái Uglánov (1928-1929)  | PCU (b) |
| Inspección de Trabajadores y Campesinos | Sergó Ordzhonikidze          | PCU (b) |
| Finanzas                                | Nikolái Briujánov            | PCU (b) |